# Actaea pura
Actaea pura es una especie de crustáceo decápodo de la familia Xanthidae.

## Características
Es una especie epifaunal de hábitos carnívoros que habita en la costa de Nueva Gales del Sur, en Australia, sin embargo se han registrados posibles avistamientos de esta especie en las costas de las islas Amami y Hong Kong, en Japón.